# Marialitaniet
Marialitaniet også kaldet de lauretanske litanier er en gruppe lovprisninger og bønner til Gud og hans moder, Jomfru Maria ,der bliver brugt i den romerskkatolske kirke ved rosenkransbønnen. De har alle en orden og overensstemmelse i gentagelserne.
| Religion | Spire Denne religionsartikel er en spire som bør udbygges. Du er velkommen til at hjælpe Wikipedia ved at udvide den. |